# Ziegler (Feuerwehrbedarf)

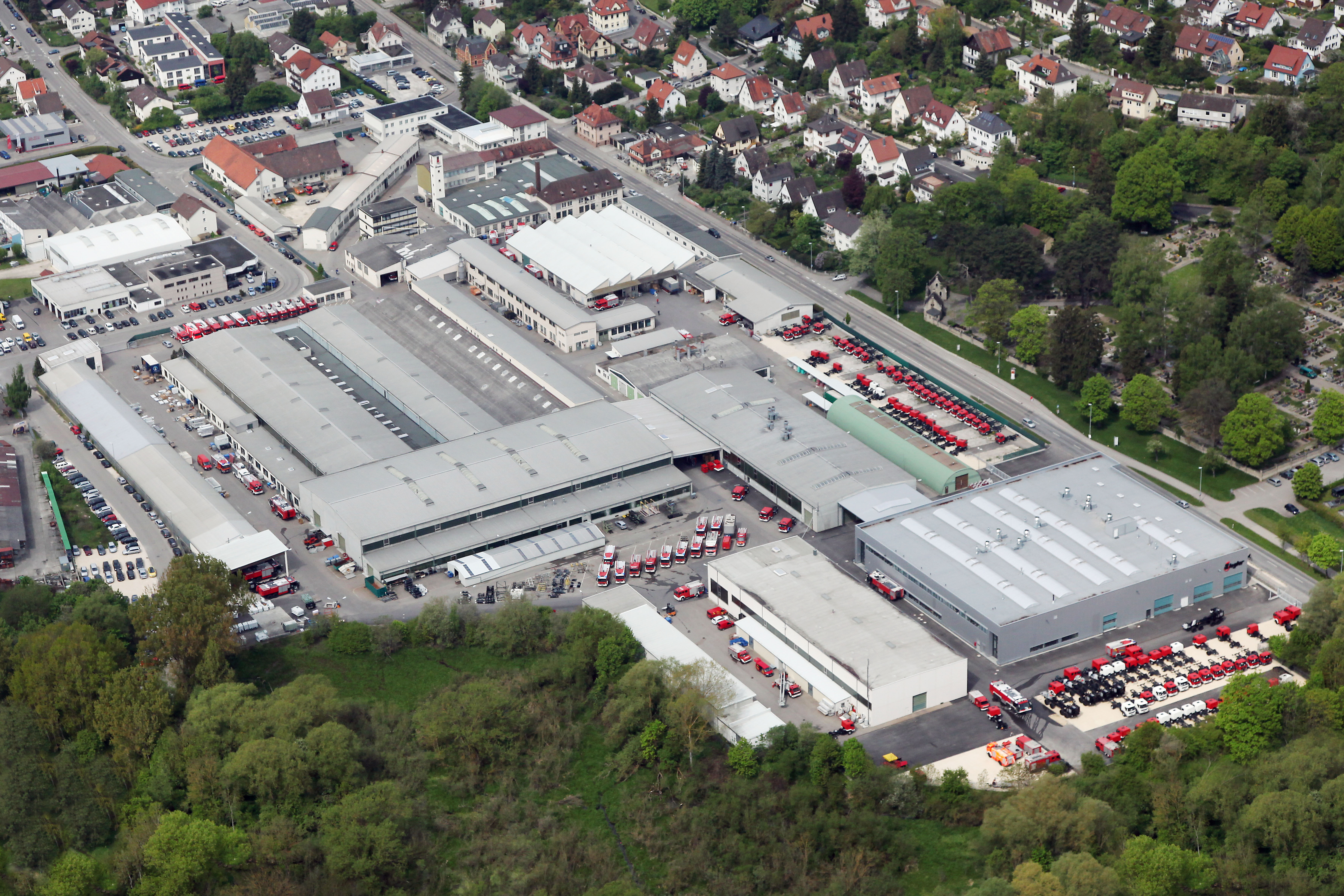
Albert Ziegler GmbH Werk Giengen

Die Albert Ziegler GmbH mit Sitz in Giengen an der Brenz (Baden-Württemberg) ist ein deutscher Hersteller von Feuerwehrfahrzeugen und feuerwehrtechnischem Zubehör und gehört zur China International Marine Containers (Group) Co., Ltd. (CIMC). 
Von weltweit über 1300 Mitarbeitern sind rund 600 am Stammsitz in Giengen an der Brenz beschäftigt.

## Geschichte

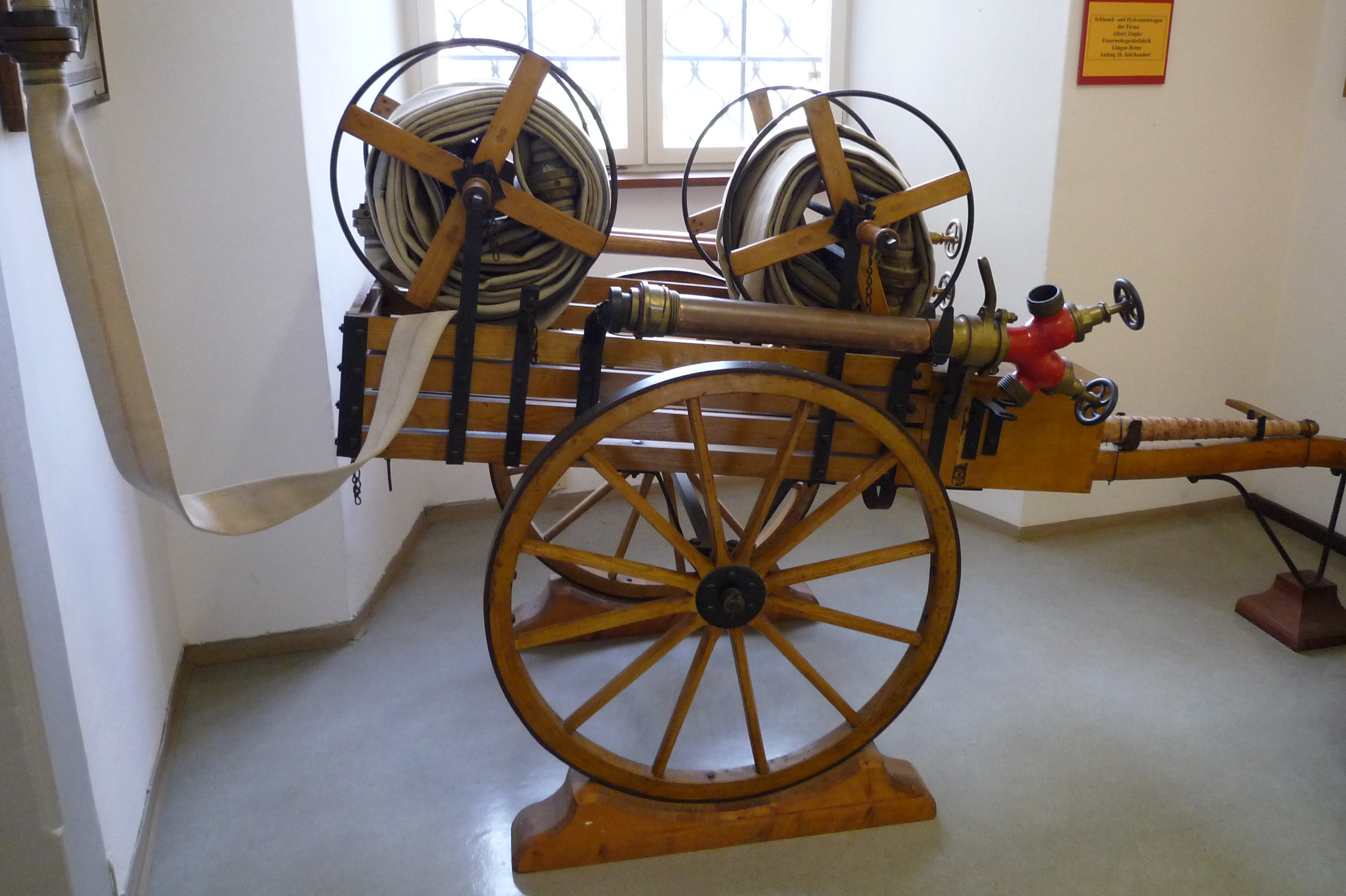
Schlauch- und Hydrantenwagen (Anfang 20. Jahrhundert)

Albert Ziegler (1862–1910) gründete das Unternehmen im Jahr 1891 zur Produktion von Feuerwehrschläuchen und Schlauchpflegegeräten mit fünf Flachwebstühlen und zehn Mitarbeitern in der ehemaligen Klingenmühle in Giengen an der Brenz. Bereits auf der Weltausstellung 1894 in Antwerpen wurden Feuerwehrschläuche der Firma Ziegler ausgezeichnet.
Im Jahr 1918 übernahm Kurt Ziegler die Geschäftsführung. Er erweiterte das Unternehmen deutlich und verlagerte das Betriebsgelände an den Ostrand der Stadt Giengen. Die Werkfeuerwehr der Albert Ziegler GmbH wurde am 8. Dezember 1939 als „Werkluftschutz“ nach den Weisungen des NS-Regimes gegründet. Nach dem Jahr 1945 wurde diese Werksluftabwehr als Werkfeuerwehr weitergeführt, welche 1949 offiziell als Werkfeuerwehr anerkannt wurde.
Noch heute befindet sich der Hauptsitz der Ziegler-Gruppe an der Memminger Straße in Giengen an der Brenz. Zu den Neuentwicklungen der Firma gehörten die Tragkraftspritze (1925), die erste elektrische Schlauchwaschmaschine (1930) und eine vollautomatische Schlauch-Aufhängevorrichtung (1958), sowie der „Trokomat“ im Jahr 1967.
Unter dem neuen Geschäftsführer Günther Ziegler begann das Unternehmen 1953 mit dem Bau von Feuerwehrfahrzeugen. Das erste gefertigte Fahrzeug war ein „KLF 6“ auf einem Opel Blitz Fahrgestell. Dieses Fahrzeug befindet sich noch heute in der historischen Ausstellung in Giengen. Seit 1969 fertigt Ziegler Flugfeldlöschfahrzeuge, das erste Fahrzeug dieser Art wurde nach Kopenhagen geliefert. Mit der Z-Serie folgte 1990 der Z1, 1992 die Modellreihe Z8, 1997 wird der erste Z6 vorgestellt.
Anfang 2011 verhängte das deutsche Bundeskartellamt gegen die Rosenbauer-Gruppe, die Schlingmann GmbH & Co. KG sowie die Albert Ziegler GmbH & Co. KG wegen verbotener Preis- und Quotenabsprachen des seit 2001 bestehenden Feuerwehrfahrzeuge-Kartells Bußgelder in Höhe von insgesamt 20,5 Mio. Euro sowie weitere 17,5 Mio. Euro gegen den Mitbewerber Iveco Magirus, davon entfielen acht Millionen Euro auf Ziegler. Nach Darstellung von Ziegler sind alle im Kartell involvierten Angestellten seit Anfang Mai 2011 nicht mehr im Unternehmen.
Am 16. August 2011 hat die Albert Ziegler GmbH & Co. KG beim Amtsgericht Aalen Insolvenz angemeldet, da das Unternehmen durch die Kartellbuße in Liquiditätsprobleme geraten sei. Insolvenzverwalter wurde Bruno M. Kübler aus Giengen. Die Produktion lief weiter, die ausländischen Tochtergesellschaften waren nach Angaben des Insolvenzverwalters von der Insolvenz nicht betroffen. Im Oktober 2011 brachte Ziegler das „zweiköpfige“ Tunnelrettungsfahrzeug „Merkur“ auf den Markt. Es hat zwei gleiche Fahrerhäuser und kann somit in einen Tunnel ein- und, ohne zu wenden, wieder ausfahren. Durch seinen Elektroantrieb ist das Fahrzeug auch bei Sauerstoffmangel bei Tunnelbränden uneingeschränkt einsetzbar. Am 8. November 2013 wurde Ziegler mit den zwölf Tochtergesellschaften für 55 Millionen Euro an die China International Marine Containers Group (CIMC) mit Sitz in Shenzhen verkauft.

## Geschäftsführer
- 1891–1918: Albert Ziegler
- 1918–1953: Kurt Ziegler
- 1953–1998: Günther Ziegler
- 1998–2001: Uwe Henn
- 2001–2002: Rolf Schildknecht
- 2002–2008: Rolf Schildknecht und Roland Müller
- 2008–2011: Rolf Schildknecht, Roland Müller, Achim Ziegler
- 2011: Achim Ziegler, Marc-René Faerber
- 2011–2013: Bruno M. Kübler (Insolvenzverwalter); Albert Jugel (Geschäftsführer)
- 2013: Yinhui Li
- 2014: Youjun Luan
- 2021: Guozhong Zhang
- 2023: Wenjie Yan

## Standorte
Etwa 600 der rund 1.300 Mitarbeiter sind im Stammhaus in Giengen beschäftigt, das eine Fläche von 80.000 Quadratmetern umfasst.
Sechs weitere Werke befinden sich in Mühlau, Rendsburg, Winschoten (Niederlande), Zagreb (Kroatien) und Jakarta (Indonesien).

## Produkte

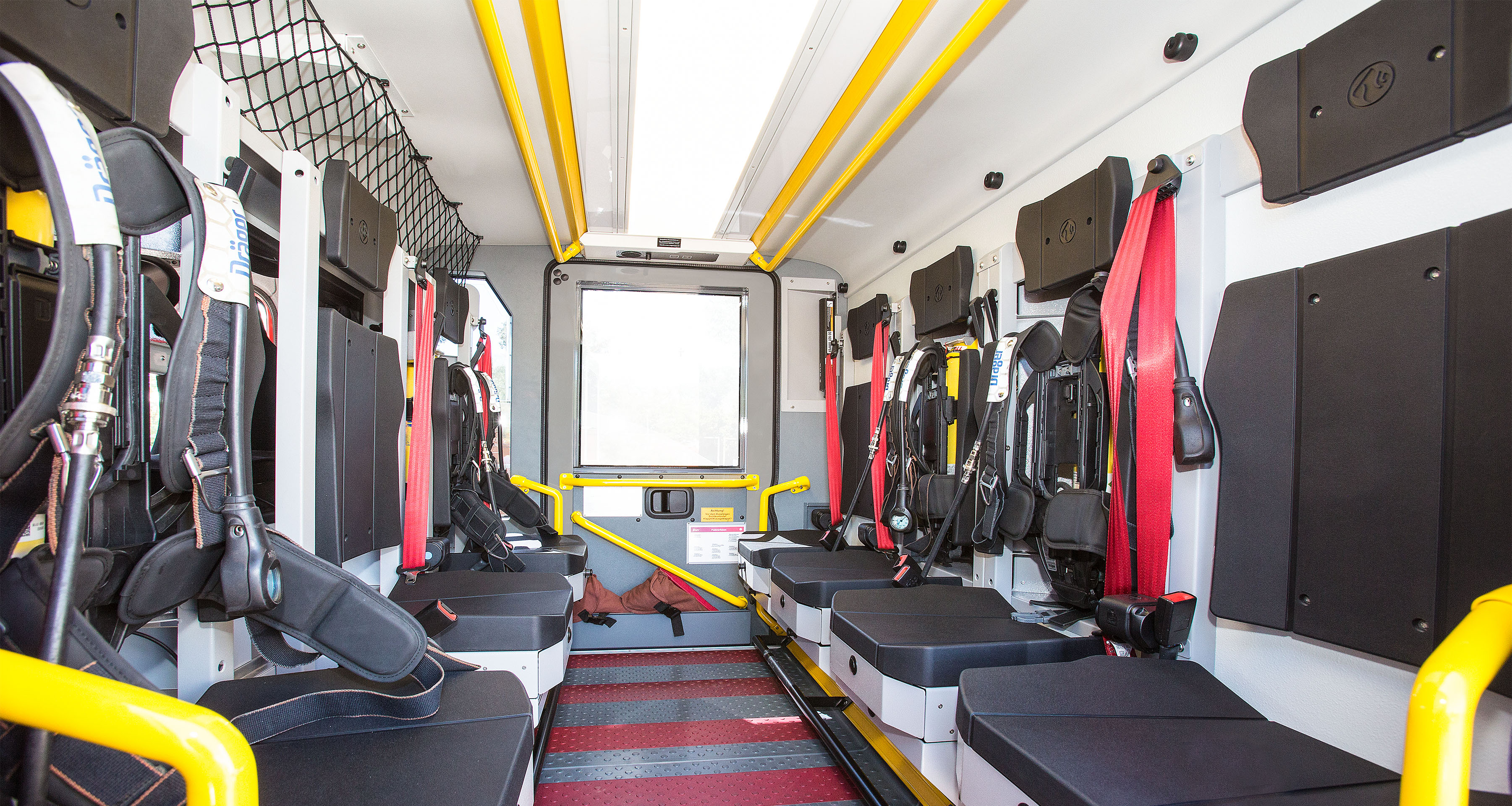
Mannschaftskabine

Die Firma Ziegler bietet nach DIN standardisierte Einsatzfahrzeuge an, die bei verschiedensten Feuerwehren verwendet werden.

## Tochtergesellschaften
- 100 % Albert Ziegler Feuerschutz GmbH, Rendsburg
- 100 % Ziegler Feuerwehrgerätetechnik GmbH & Co. KG, Mühlau
- 100 % Ziegler Verwaltungsgesellschaft mbH, Mühlau
- 100 % Ziegler Auslandsholding GmbH, Giengen/Brenz
- 100 % Ziegler GmbH, Giengen/Brenz
- 100 % Ziegler Safety GmbH & Co. KG, Giengen/Brenz
- 100 % Ziegler Brandweertechniek B.V., Winschoten, Niederlande
- 95,01 % Visser B.V., Leeuwarden, Niederlande
- 100 % Ziegler Dutch Holding B.V., Winschoten, Niederlande
- 100 % Ziegler d.o.o., Zagreb, Kroatien
- 92,25 % P.T. Ziegler Indonesia, Jakarta, Indonesien
- 100 % Ziegler Italiana S.r.l.,  Meran, Italien[11]